# Тумбалалайка
„Тумбалалайка“ (на идиш: טום־באַלאַלײַקע) е руска еврейска народна и любовна песен на език идиш. Тум (טום) е думата на идиш за „шум“, а балалайката е струнен музикален инструмент от руски произход.

## Кавъри и друга употреба

### На български
Текст Грета Ганчева, Емил Димитров, аранжимент Емил Димитров.

### По света
- Песента Over and Over от Нана Мускури използва тази мелодия.[2] Следва френската версия на певеца „Roule s'enroule“ (текст от Мишел Журдан).
- Песента Tumbalalaika (The Riddle) от Наталия Цукерман[3] е поетична адаптация на английски, като припевът остава на идиш.
- Бени Хил адаптира мелодията за една от собствените си композиции, Ана Мария, която изпълнява в първото си специално предаване за Thames Television на 19 ноември 1969 г.
- Филмът „Хрустальов, моята кола!“ показва младо еврейско момче, което пее песента на руски.
- Песента е използвана във филма Swing на Тони Гатлиф.
- Песента е използвана в пиесата Angels in America: A Gay Fantasia on National Themes от Тони Кушнър и филма, базиран на тази пиеса. Тя е изпята от призрака на Етел Розенберг на Рой Кон, умиращ от СПИН.[4]
- Песента е използвана във филма Prendimi l'anima / The Soul Keeper (2002) на Роберто Фаенца.[5]
- Металната версия на песента[6] е включена в първия албум на метъл идиш AlefBase от група Gevolt, издаден през март 2011 г.
- Част от песента е използвана в пиесата The Hamlet of Stepney Green: A Sad Comedy with Some Songs от Бърнард Копс.
- Песента е включена в албума Homage to Xesco Boix, почит към Xesco Boix. Последният свири в концертите му за деца. Също така е включена в каталонските народни песни през 1976 г. (Terra Nostra).
- Песента се появява в романа The City Beautiful от Аден Полидорос.[7]
- Виетнамската версия на „Tình Nồng Cháy“ (Страстна любов) с текст от Anh Bằng, базирана на английския текст на Over and Over, използва тази мелодия.[8]